# 1789 год в науке
В 1789 году были различные научные и технологические события, некоторые из которых представлены ниже.

## События
- Подтверждение Лавуазье закона сохранения массы, открытого Ломоносовым.
- Основан Петровский чугунолитейный завод в Братской степи (Забайкалье). Ныне город Петровск-Забайкальский Забайкальского края.
- Немецкий натурфилософ и химик Мартин Генрих Клапрот открыл элемент Уран.

## Родились
- 26 февраля — Итон Ходжкинсон, английский математик, инженер и механик.
- 16 марта — Георг Ом, немецкий физик.
- 25 июля — М. Н. Загоскин, директор московской Оружейной палаты, русский писатель, драматург, автор исторических романов.
- 25 октября — Генрих Швабе, немецкий астроном и ботаник.

## Скончались
- 7 апреля — Кампер, Петрус, голландский анатом.